# Campionati europei di skeleton 2014
I Campionati europei di skeleton 2014, ventesima edizione della manifestazione organizzata dalla Federazione Internazionale di Bob e Skeleton, si sono tenuti il 24 e il 25 gennaio 2014 a Schönau am Königssee, in Germania, sulla pista omonima, il tracciato sul quale si svolsero le rassegne continentali del 1982 (unicamente nella specialità maschile) e del 2007 (anche in quella femminile). La località dell'Alta Baviera sita al confine con l'Austria ha quindi ospitato le competizioni europee per la terza volta nel singolo maschile e per la seconda in quello femminile. Anche questa edizione si è svolta con la modalità della "gara nella gara" contestualmente alla settima e ultima tappa della Coppa del Mondo 2013/2014 e ai campionati europei di bob 2014.

## Risultati

### Skeleton uomini
La gara si è disputata il 25 gennaio 2014 nell'arco di due manches ed hanno preso parte alla competizione 19 atleti rappresentanti 11 differenti nazioni.
| Pos. | Atleti                 | Nazione     | Tempo   | Distacco |
| ---- | ---------------------- | ----------- | ------- | -------- |
|      | Martins Dukurs         | Lettonia    | 1:40.83 |          |
|      | Tomass Dukurs          | Lettonia    | 1:41.65 | +0.82    |
|      | Frank Rommel           | Germania    | 1:41.73 | +0.90    |
| 4    | Alexander Kröckel      | Germania    | 1:41.95 | +1.12    |
| 5    | Kristan Bromley        | Regno Unito | 1:42.78 | +1.95    |
| 6    | Anton Batuev           | Russia      | 1:42.81 | +1.98    |
| 7    | Alexander Gassner      | Germania    | 1:42.86 | +2.03    |
| 8    | Maurizio Oioli         | Italia      | 1:43.32 | +2.49    |
| 9    | Dominic Edward Parsons | Regno Unito | 1:43.35 | +2.52    |
| 10   | Matthias Guggenberger  | Austria     | 1:43.39 | +2.56    |

### Skeleton donne
La gara si è disputata il 24 gennaio 2014 nell'arco di una sola manche ed hanno preso parte alla competizione 16 atlete rappresentanti 10 differenti nazioni.
| Pos.       | Atleti            | Nazione     | Tempo | Distacco |
| ---------- | ----------------- | ----------- | ----- | -------- |
|            | Janine Flock      | Austria     | 53.36 |          |
|            | Shelley Rudman    | Regno Unito | 53.42 | +0.06    |
|            | Sophia Griebel    | Germania    | 53.75 | +0.39    |
| Anja Huber | Germania          | 53.75       | +0.39 |          |
| 5          | Marion Thees      | Germania    | 54.11 | +0.75    |
| 6          | Elizabeth Yarnold | Regno Unito | 54.17 | +0.81    |
| 6          | Marina Gilardoni  | Svizzera    | 54.17 | +0.81    |
| 8          | Rose McGrandle    | Regno Unito | 55.66 | +2.30    |
| 9          | Elina Galieva     | Russia      | 56.65 | +3.31    |
| 10         | Ol'ga Nikandrova  | Russia      | 57.06 | +3.70    |

## Medagliere
| Posizione | Paese       | Oro | Argento | Bronzo | Totale |
| --------- | ----------- | --- | ------- | ------ | ------ |
| 1         | Lettonia    | 1   | 1       | 0      | 2      |
| 2         | Austria     | 1   | 0       | 0      | 1      |
| 3         | Regno Unito | 0   | 1       | 0      | 1      |
| 4         | Germania    | 0   | 0       | 3      | 3      |
| Totale    | Totale      | 2   | 2       | 3      | 7      |